# Wital Trus
Wital Anatoljewicz Trus (błr. Віталь Анатольевіч Трус, ros. Виталий Анатольевич Трус, Witalij Anatoljewicz Trus; ur. 24 czerwca 1988 w Nowopołocku) – białoruski hokeista, reprezentant Białorusi.

## Kariera
- Chimik-SKA 2 Nowopołock (2004-2006)
- Chimik-SKA Nowopołock (2004/2005)
- Chimik 2 Nowopołock (2006-2008, 2009-2011)
- Chimik Nowopołock (2006/2007, 2007/2008, 2008-2012)
- Dynamo Charków (2012-2013)
- HK Szachcior Soligorsk (2013-2014)
- Chimik Nowopołock (2015-2016)
- Chimik 2 Nowopołock (2015/2016)
- HK Nioman Grodno (2016-2021)
- HK Kramatorsk (2021-)

Wychowanek i wieloletni zawodnik klubu Chimik w rodzinnym Nowopołocku. W połowie 2016 przeszedł do Niomana Grodno. W maju 2020 przedłużył tam ponownie kontrakt. W lipcu 2021 został zawodnikiem ukraińskiego HK Kramatorsk.
W barwach juniorskiej reprezentacji Białorusi uczestniczył w turnieju mistrzostw świata do lat 18 edycji 2005 (Dywizja I), 2006 (Elita). W kadrze seniorskiej uczestniczył w turniejach mistrzostw świata edycji 2017 (Elita, nie rozegrał meczu), 2018 (Dywizja I, zagrał cztery spotkania).

## Sukcesy
Reprezentacyjne
- Awans do Elity MŚ do lat 18: 2005

Klubowe
- Złoty medal mistrzostw Białorusi: 2017, 2018 z Niomanem Grodno
- Puchar Białorusi: 2016, 2018 z Niomanem Grodno
- Srebrny medal mistrzostw Białorusi: 2019 z Niomanem Grodno
- Trzecie miejsce w Pucharze Kontynentalnym: 2020
- Brązowy medal mistrzostw Białorusi: 2020 z Niomanem Grodno

Indywidualne
- Ekstraliga białoruska w hokeju na lodzie (2016/2017):
  - Pierwsze miejsce w klasyfikacji skuteczności interwencji w sezonie zasadniczym: 93,9%[4]
  - Trzecie miejsce w klasyfikacji średniej goli straconych na mecz w sezonie zasadniczym: 1,65[5]
  - Pierwsze miejsce w klasyfikacji skuteczności interwencji w fazie play-off: 96,0%[6]
  - Pierwsze miejsce w klasyfikacji średniej goli straconych na mecz w fazie play-off: 1,01[7]
  - Najlepszy bramkarz sezonu[8]
- Ekstraliga białoruska w hokeju na lodzie (2017/2018):
  - Czwarte miejsce w klasyfikacji skuteczności interwencji w fazie play-off: 93,0%[9]
  - Szóste miejsce w klasyfikacji średniej goli straconych na mecz w fazie play-off: 1,91[10]
  - Pierwsze miejsce w klasyfikacji skuteczności interwencji w fazie play-off: 94,4%[11]
  - Pierwsze miejsce w klasyfikacji średniej goli straconych na mecz w fazie play-off: 1,41[12]
- Ekstraliga białoruska w hokeju na lodzie (2018/2019):
  - Czwarte miejsce w klasyfikacji skuteczności interwencji w fazie play-off: 93,4%[13]
  - Czwarte miejsce w klasyfikacji średniej goli straconych na mecz w fazie play-off: 1,54[14]
  - Pierwsze miejsce w klasyfikacji skuteczności interwencji w fazie play-off: 95,7%[15]
  - Drugie miejsce w klasyfikacji średniej goli straconych na mecz w fazie play-off: 1,19[16]
- Puchar Kontynentalny 2019/2020#Superfinał:
  - Najlepszy bramkarz turnieju[17]
- Ekstraliga białoruska w hokeju na lodzie (2019/2020):
  - Trzecie miejsce w klasyfikacji średniej goli straconych na mecz w fazie play-off: 1,80[18]
  - Trzecie miejsce w klasyfikacji średniej goli straconych na mecz w fazie play-off: 1,77[19]